# 今古閑駅
今古閑駅（いまこがえき）は、かつて熊本県鹿本郡植木町（現・熊本市北区）今古閑にあった山鹿温泉鉄道の駅（廃駅）である。

## 歴史
- 1955年（昭和30年）4月1日：山鹿温泉鉄道の駅として開業。
- 1965年（昭和40年）2月4日：全線廃止に伴い廃止。

## 駅構造
1面1線のホームを持つ地上駅。簡素な雨よけ程度の駅舎がある無人駅であった。

## 駅周辺
民家が数軒と、畑が広がっている。
- 熊本県道3号大牟田植木線
- 熊本県道330号熊本山鹿自転車道線（鉄道廃線転用道路）

## 現在
- 駅があったことを示すものは残っておらず、草の生えた空き地となっている。
- 線路跡は自転車道に転用された。

## 隣の駅
山鹿温泉鉄道
山鹿温泉鉄道線
一ツ木駅 - 今古閑駅 - 山本橋駅